# Flacourtiàcies

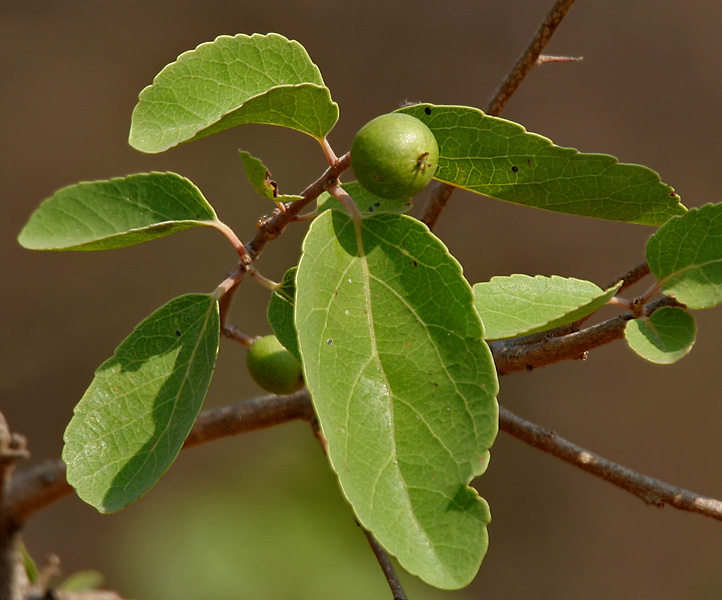
Flacourtia indica

Flacourtiaceae és una antiga família de plantes amb flors els membres de la qual s'han distribuït en altres famílies principalment a Achariaceae, Samydaceae, i Salicaceae. Era una família definida molt vagament i massa heterogènia. El1975,  Hermann Sleumer digué "Flacourtiaceae com a família és una ficció; només les tribus són homogènies."
En l'antic Sistema Cronquist de classificació, inclou 89 gèneres i més de 800 espècies. El gènere tipus és Flacourtia, ara transferit a la família Salicaceae segons la classificació filogenètica APG II.
Gèneres abans inclosos en la família Flacourtiaceae (família actual entre parèntesis)
| - Abatia - (Salicaceae) - Aberia - (Salicaceae) - Aphaerema - (Salicaceae) - Azara - (Salicaceae) - Banara - (Salicaceae) - Bartholomaea - (Salicaceae) - Barteria - (Passifloraceae) - Bembicia - (Salicaceae) - Bennettiodendron - (Salicaceae) - Berberidopsis - (Berberidopsidaceae) - Buchnerodendron - (Achariaceae) - Byrsanthus - (Salicaceae) - Calantica - (Salicaceae) - Caloncoba - (Achariaceae) - Camptostylus - (Achariaceae) - Carrierea - (Salicaceae) - Casearia - (Salicaceae) - Chiangiodendron - (Achariaceae) - Dioncophyllum - (Dioncophyllaceae) - Dissomera - (Salicaceae) - Dovyalis - (Salicaceae) - Erythrospermum - (Achariaceae) - Euceraea - (Salicaceae) | - Flacourtia - (Salicaceae) - Gerrardina - (Gerrardinaceae) - Gynocardia - (Achariaceae) - Hasseltia - (Salicaceae) - Hasseltiopsis - (Salicaceae) - Hecatostemon - (Salicaceae) - Hemiscolopia - (Salicaceae) - Homalium - (Salicaceae) - Hydnocarpus - (Achariaceae) - Idesia - (Salicaceae) - Itoa - (Salicaceae) - Kiggelaria - (Achariaceae) - Laetia - (Salicaceae) - Lasiochlamys - (Salicaceae) - Lindackeria - (Achariaceae) - Ludia - (Salicaceae) - Lunania - (Salicaceae) - Macrohasseltia - (Salicaceae) - Mocquerysia - (Salicaceae) - Neopringlea - (Salicaceae) - Neoptychocarpus - (Salicaceae) - Olmediella - (Salicaceae) - Oncoba - (Salicaceae) | - Ophiobotrys - (Salicaceae) - Osmelia - (Salicaceae) - Pangium - (Achariaceae) - Phyllobotryon - (Salicaceae) - Phylloclinium - (Salicaceae) - Pineda - (Salicaceae) - Pleuranthodendron - (Salicaceae) - Poliothyrsis - (Salicaceae) - Priamosia - (Salicaceae) - Prockia - (Salicaceae) - Pseudoscolopia - (Salicaceae) - Pseudosmelia - (Salicaceae) - Ryania - (Salicaceae) - Ryparosa - (Achariaceae) - Samyda - (Salicaceae) - Scolopia - (Salicaceae) - Tetrathylacium - (Salicaceae) - Tisonia - (Salicaceae) - Trichadenia - (Achariaceae) - Trimeria - (Salicaceae) - Xylosma - (Salicaceae) - Xylotheca - (Achariaceae) - Zuelania - (Salicaceae) |